# Tolmomyias traylori
El picoplano ojinaranja (Tolmomyias traylori), también denominado picoplano ojiamarillo (en Colombia), pico-ancho de ojo naranja (en Perú), o picoancho ojinaranja (en Ecuador), es una especie de ave paseriforme de la familia Tyrannidae perteneciente al género Tolmomyias. Es nativa de América del Sur, en la parte occidental de la Amazonia.

## Distribución y hábitat
Se distribuye por el sureste de Colombia (sureste de Putumayo, noroeste de Amazonas), este de Ecuador (este de Napo) y noreste del Perú (al norte del río Amazonas en Loreto).
Esta especie es considerada de rara a localmente poco común en su hábitat natural: el dosel y los bordes de bosques de várzea y riparios tropicales y subtropicales, abajo de los 300 m de altitud.

## Descripción
Mide 13,5 cm de longitud. El iris es anaranjado pálido. Por arriba es oliváceo, la corona algo grisácea. Área loral, cubierta de los oídos, garganta y pecho pardo-amarillento apagado, por abajo es amarillo pálido. Ningún otro Tolmomyias exhibe el ojo anaranjado y el pescuezo parduzco por adelante.

## Comportamiento
Diferente de los otros picoplanos, bastante comunes, esta especie parece ser más rara, aunque no amenazada. Anda solitario o en pares, usualmente no se junta a bandadas mixtas; es más arborícola que el picoplano sulfuroso (Tolmomyias sulphurescens).

### Alimentación
Su dieta consiste de insectos.

### Vocalización
Su llamado más frecuente es un distinto zumbido «juiiiiizzz-birrrt», algunas veces con otras notas zumbido agregadas. El canto consiste de hasta unas cinco a siete notas bien enunciadas «zhriiii».

## Sistemática

### Descripción original
La especie T. traylori fue descrita por primera vez por los ornitólogos estadounidenses Thomas Schulenberg y Theodore A. Parker III en 1997 bajo el mismo nombre científico, la localidad tipo es «margen norte del río Amazonas, 5 km ESE de Orán (aproximadamente 03°25'S, 72°30'W), aproximadamente 85 km NE de Iquitos, Loreto, Perú, altitud 80 m». El holotipo, un macho adulto, recolectado el 30 de julio de 1984, se encuentra depositado en el Museo de Zoología de la Universidad Estatal de Luisiana, Estados Unidos, bajo el número LSUMZ 120175.

### Etimología
El nombre genérico masculino «Tolmomyias» se compone de las palabras del griego «tolma, tolmēs» que significa ‘coraje’, ‘audacia’, y «muia, muias» que significa ‘mosca’.; y el nombre de la especie «traylori» conmemora al ornitólogo estadounidense Melvin Alvah Traylor Jr. (1915–2008).

### Taxonomía
Las relaciones dentro del género) son inciertas, dependiendo de completarse estudios genéticos más profundos; aparenta estar más próxima al complejo de taxones Tolmomyias sulphurescens. Es monotípica.